# Іонов Олексій Сергійович
Олексій Сергійович Іонов (рос. Алексей Сергеевич Ионов, нар. 18 лютого 1989, Кінгісепп, Ленінградська область, СРСР) — російський футболіст, півзахисник «Краснодара» і національної збірної Росії.
Чемпіон Росії 2010 і володар Кубка УЄФА 2007/08 у складі «Зеніта».

## Кар'єра
Займається футболом з 6 років. Вихованець СДЮШОР «Зеніт» (тренер - Володимир Молчанов). У 2006-2008 роках виступав за юнацьку збірну Росії. З 2007 року — футболіст дублюючого складу «Зеніта». З 2008 року — футболіст основного складу «Зеніта».
У лютому 2009 року дебютував у молодіжній збірній Росії. У товариському матчі з молодіжною збірною Білорусі (1:3) Іонов вийшов у стартовому складі і був видалений з поля на 76-й хвилині.
За дублюючий / молодіжний склад «Зеніта» у 2007-2009 роках провів 47 ігор, забив 12 голів.
На тренувальних зборах «Зеніта», що проводилися влітку 2010 року награвався на позицію лівого захисника, хоча починав кар'єру в основному складі «Зеніта» на позиції правого флангового нападника.

## Досягнення
Командні
- Зеніт
- Чемпіон Росії: 2010
- Володар Суперкубка Росії: 2008
- Володар Суперкубка УЄФА: 2008
- Володар Кубка УЄФА: 2007/08
- Володар Кубка Росії: 2009/10
- Чемпіон Росії серед молодіжних команд: 2009
- Бронзовий призер чемпіонату Росії: 2009

### Клубна статистика
| Сезон | Клуб  | Ліга         | Чемпіонат | Чемпіонат | Кубок | Кубок | Єврокубки | Єврокубки |
| Сезон | Клуб  | Ліга         | Ігри      | Голи      | Ігри  | Голи  | Ігри      | Голи      |
| ----- | ----- | ------------ | --------- | --------- | ----- | ----- | --------- | --------- |
| 2007  | Зеніт | Прем'єр-ліга | 0         | 0         | 1     | 0     | 3         | 2         |
| 2008  | Зеніт | Прем'єр-ліга | 5         | 0         | 1     | 0     | 1         | 0         |
| 2009  | Зеніт | Прем'єр-ліга | 10        | 0         | 1     | 0     | 0         | 0         |
| 2010  | Зеніт | Прем'єр-ліга | 3         | 0         | 0     | 0     | 0         | 0         |